# Biên Hòa (provincie)

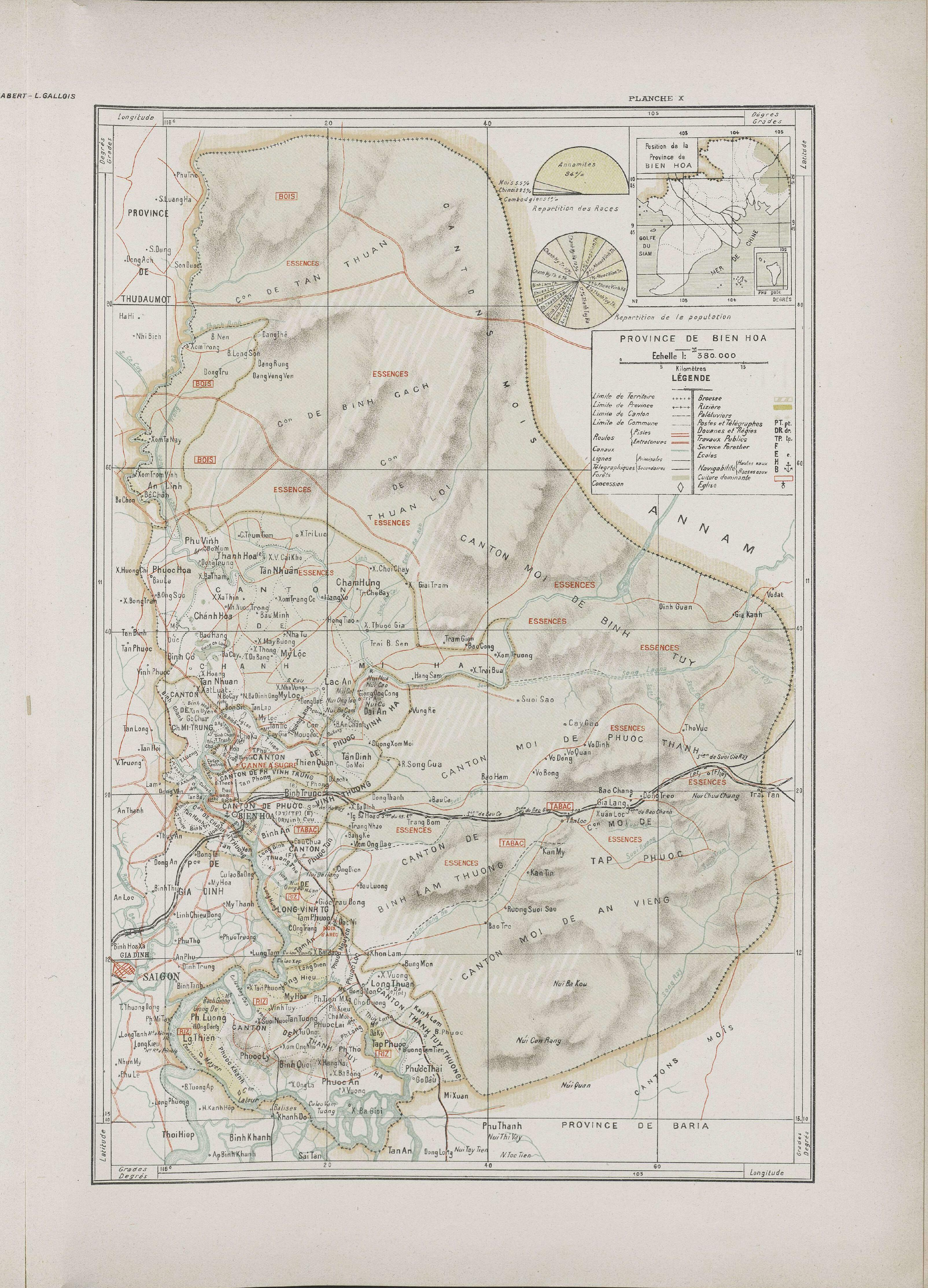
Biên Hòa in 1909

Biên Hòa was een provincie in Zuid-Vietnam. De provincie heeft bestaan van 1832 tot 1876 en daarna van 1900 tot 1976. De hoofdstad van de provincie was de stad Biên Hòa, wat tegenwoordig de hoofdstad is van Đồng Nai.
De provincie werd in 1832 gesticht door Minh Mạng, de keizer van de Nguyen-dynastie, die leefde van 1791 tot 1841. Het werd toen een van de zes provincies van Cochin-China. In 1837 werden districten als Long Thành en Phước An bij de provincie gevoegd. Bij een verdrag in 1862 werd Biên Hòa, samen met onder andere de provincies Gia Định en Định Tường, afgestaan aan Frankrijk. Dit werd mogelijk na het Beleg van Gia Định. Na de verovering van Gia Định werd het voor Frankrijk gemakkelijker om dit gebied te koloniseren.
In 1876 werd de provincie Biên Hòa opgeheven en werd gesplitst in drie delen; Biên Hòa, Thủ Dầu Một en Bà Rịa. Deze drie gebieden werden toen vervolgens een arrondissement van Frankrijk. Op 20 december 1899 besloot Édouard Picanon, dat deze situatie hersteld moest worden. Op 1 januari 1900 al werd de provincie Biên Hòa heropgericht.
Na 1945 verandert de oppervlakte van Biên Hòa veelvuldig. Dit komt mede door het uiteenvallen van de Unie van Indochina, maar ook door het splitsen van de Democratische Republiek van Vietnam in Noord-Vietnam en Zuid-Vietnam. Als op 30 april 1975 Saigon valt, worden er plannen gemaakt om van Noord-Vietnam en Republiek Zuid-Vietnam weer een land te maken. Ook de provincies zouden veranderen. Biên Hòa werd samengevoegd met Đồng Nai.